# Río Cachapoal
Le río Cachapoal, qui signifie « reverdi » en langue mapudungun, est un fleuve du Chili situé dans la Région du Libertador General Bernardo O'Higgins. Il se jette dans le Lac Rapel. Il a donné son nom à la Province de Cachapoal.

## Géographie
Il s'agit d'un fleuve de régime pluvio-nival, il prend sa source dans la cordillère des Andes, dans la région du volcan Overo, du Pico del Barroso et du Nevado de los Piuquenes. Le Cachapoal reçoit, dans le secteur de la cordillère, les eaux des rivières Las Leñas, Cortaderal, Los Cipreses, Coya et del Pangal (sur lequel on trouve la centrale hydroélectrique de Pangal qui fournit en électricité la mine d'El Teniente). Dans la vallée, il reçoit sur sa rive gauche les eaux du río Claro, son principal affluent. Près de cette confluence, sur la commune de Peumo, on trouve les centrales hydroélectriques de Sauzal (construite en 1948) et de Sauzalito (construite en 1959).
Au nord du fleuve (vers la moitié de son cours) fut fondée la ville de Santa Cruz de Triana aujourd'hui connue sous le nom de Rancagua ; c'est la capitale régionale.